# Cauzac
Cauzac é uma comuna francesa na região administrativa da Nova Aquitânia, no departamento Lot-et-Garonne. Estende-se por uma área de 14,78 km². Em 2010 a comuna tinha 424 habitantes (densidade: 28,7 hab./km²).